# Pispanlamm
Pispanlamm är en sjö i Ljusdals kommun i Hälsingland och ingår i Dalälvens huvudavrinningsområde. Sjön är 10,2 meter djup, har en yta på 0,0821 kvadratkilometer och befinner sig 297,2 meter över havet.

## Delavrinningsområde
Pispanlamm ingår i det delavrinningsområde (682259-145241) som SMHI kallar för Mynnar i Sandsjöån. Medelhöjden är 394 meter över havet och ytan är 13,56 kvadratkilometer. Det finns inga avrinningsområden uppströms utan avrinningsområdet är högsta punkten. Pispanbäcken som avvattnar avrinningsområdet har biflödesordning 4, vilket innebär att vattnet flödar genom totalt 4 vattendrag innan det når havet efter 411 kilometer. Avrinningsområdet består mestadels av skog (88 procent). Avrinningsområdet har 0,08 kvadratkilometer vattenytor vilket ger det en sjöprocent på 0,6 procent.